# Ciudad metropolitana (Italia)

Ciudades metropolitanas de Italia.

Una ciudad metropolitana en Italia, (en italiano, città metropolitana) es un ente administrativo, previsto por el artículo 114 de la Constitución de la República Italiana. Está en vigor desde el 1 de enero de 2015.
Esta institución supone la oficialización de la más informal denominación de área metropolitana para dotarlas de las competencias propias de las provincias.

## Historia
Las ciudades metropolitanas aparecen recogidas por primera vez en la ley del 8 de junio de 1990, n. 142 (art. 17-21) sobre la reforma del ordenamiento de los entes locales. En esta norma se delineaban dos niveles de administración local: la città metropolitana (ciudad metropolitana) y los comuni (municipios), fijando como órganos de la ciudad metropolitana el consiglio (consejo), la giunta (junta) y el sindaco metropolitano (alcalde metropolitano).
La institución de las ciudades metropolitanas encontró nuevo impulso en el artículo 114 de la Constitución de la República Italiana, tras la reforma del ordenamiento de la República de 2001 con la modificación del Título V de la Constitución y con el artículo 23, párrafo 6 de la ley n. 42 del 5 de mayo de 2009,  según el cual el Gobierno debía desarrollar en un plazo de 36 meses, a contar desde la entrada en vigor de la ley (es decir, desde el 21 de mayo de 2012), un decreto legislativo para la institución de las ciudades metropolitanas.
En 2007 el segundo gobierno de Prodi aprobó un proyecto de ley delegatoria (para la elaboración de la "Carta de las Autonomías Locales"), que derogaría la ley 267/2000, que contiene el "Texto único sobre el Ordenamiento de los Entes Locales" (en it. Testo único sull'Ordinamiento degli Enti Locali), el cual a su vez recogía en un texto único la ley fundamental 142/1990, la primera que había previsto la creación de estos entes. Según este proyecto de ley, podían integrarse a la ciudad metropolitana los distritos del municipio capital y los municipios limítrofes y estrechamente vinculados a la capital. La iniciativa para la formación de una ciudad metropolitana pertenecía a la capital de la provincia, o al 30 % de los municipios de la provincia o provincias en cuestión que representasen el 60% de la población. A continuación, la región debería emitir un dictamen seguido de un referéndum.
El 2008 la disolución anticipada del Parlamento retrasó la puesta en marcha de las ciudades metropolitanas.
Sin embargo, con la aprobación de la revisión del gasto público convertida en ley n. 135 el 7 de agosto de 2012, la institución del ente ha sido objeto de un nuevo impulso. El artículo 18 de la citada ley establece los cuerpos electos, las funciones administrativas, los recursos humanos y materiales.

## Funciones y atribuciones
El artículo 18, párrafo 7 del 6 de julio de 2012, n. 95 atribuye a la ciudad metropolitana:
1. Las funciones fundamentales de las provincias suprimidas.
2. Las siguientes funciones fundamentales;
  1. planificación territorial y de las redes de infraestructuras.
  2. estructuración del sistema coordinado de gestión de los servicios públicos, así como la organización de los servicios públicos de interés general de ámbito metropolitano.
  3. movilidad y tráfico.
  4. promoción y coordinación del gasto público y social.
3. el patrimonio y los recursos humanos e instrumentales de la provincia suprimidos de los cuales la ciudad metropolitana sucede a título universal en todos los activos y pasivos adscritos.
4. los recursos financieros referidos a los artículos 23 y 24 de las leyes de 6 de mayo de 2011, n. 68.

## Ciudades metropolitanas de Italia
Ciudades metropolitanas y sus delimitaciones previstas por el ordenamiento jurídico nacional y regiones con estatuto especial.
| N.º | Ciudad metropolitana                                | Delimitación territorial                          | Población (hab.) | Superficie (km²) | Densidad de población (hab./km²) |
| --- | --------------------------------------------------- | ------------------------------------------------- | ---------------- | ---------------- | -------------------------------- |
| 1   | Lacio/ Ciudad metropolitana de Roma Capital         | Antigua provincia de Roma                         | 4.336.915        | 5.352            | 807                              |
| 2   | Lombardía/ Ciudad metropolitana de Milán            | Antigua provincia de Milán                        | 3.190.340        | 1.575            | 2.016                            |
| 3   | Campania/ Ciudad metropolitana de Nápoles           | Antigua provincia de Nápoles                      | 3.128.702        | 1.171            | 2.670                            |
| 4   | Piamonte/ Ciudad metropolitana de Turín             | Antigua provincia de Turín                        | 2.293.340        | 6.829            | 336                              |
| 5   | Sicilia/ Ciudad Metropolitana de Palermo            | Antigua provincia de Palermo                      | 1.253.356        | 5.009            | 254                              |
| 6   | Apulia/ Ciudad metropolitana de Bari                | Antigua provincia de Bari                         | 1.252.557        | 3.821            | 329                              |
| 7   | Sicilia/ Ciudad metropolitana de Catania            | Antigua provincia de Catania                      | 1.192.891        | 3.852            | 309                              |
| 8   | Toscana/ Ciudad metropolitana de Florencia          | Antigua provincia de Florencia                    | 1.002.831        | 3.514            | 285                              |
| 9   | Emilia-Romaña/ Ciudad metropolitana de Bolonia      | Antigua provincia de Bolonia                      | 1.007.435        | 3.514            | 286                              |
| 10  | Liguria/ Ciudad metropolitana de Génova             | Antigua provincia de Génova                       | 864.008          | 1.839            | 472                              |
| 11  | Véneto/ Ciudad metropolitana de Venecia             | Antigua provincia de Venecia                      | 858.455          | 2.462            | 348                              |
| 12  | Sicilia/ Ciudad metropolitana de Mesina             | Antigua provincia de Mesina                       | 647.477          | 3.266            | 198                              |
| 13  | Calabria/ Ciudad metropolitana de Regio de Calabria | Antigua Provincia de Regio de Calabria            | 558.959          | 3.183            | 175                              |
| 14  | Cerdeña/ Ciudad metropolitana de Cagliari           | 17 municipios de la antigua provincia de Cagliari | 431.302          | 1.248            | 345                              |

## Órganos del ente
De acuerdo al artículo 18 del Decreto Ley del 6 de julio de 2012, n. 95, los órganos de la ciudad metropolitana son el Consejo Metropolitano (en it. Consiglio Metropolitano) y el alcalde metropolitano (en it. sindaco metropolitano).

### Consejo Metropolitano (Consiglio Metropolitano)
El Consejo Metropolitano puede estar integrado por:
a) 16 consejeros en las ciudades metropolitanas con población mayor de 3.000.000 habitantes.
b) 12 consejeros en las ciudades metropolitanas con una población entre 800.000 y 3.000.000 habitantes.
c) 10 consejeros en las ciudades metropolitanas con menos de 800.000 habitantes.
Los miembros del Consejo metropolitano son elegidos, entre los alcaldes de los municipios pertenecientes a la ciudad metropolitana, de la forma establecida para la elección del consejo provincial y garantizando el cumplimiento del principio de representación de minorías. Dentro de los quince días siguientes a la proclamación de los consejeros de la ciudad metropolitana, el alcalde metropolitano ha de convocar al consejo metropolitano para su toma de posesión.

### El alcalde metropolitano (sindaco metropolitano)
Durante la puesta en marcha de las ciudades metropolitanas se designa el alcalde de la capital de la ciudad metropolitana, para  pasar luego a ser regulado por el estatuto de la ciudad metropolitana. 
El alcalde metropolitano:
a) Es de derecho el alcalde de la capital provincial.
b) Convoca y preside el Consejo metropolitano y la Conferencia metropolitana, supervisando el funcionamiento de los servicios y oficinas para la correcta ejecución de las funciones que le son atribuidas por rl estatuto.
c) Será elegidos por sufragio universal directo, de acuerdo con el régimen previsto en los artículos 74 y 75 del citado texto único del Decreto Legislativo n. 267 del 2000.
A su vez, puede nombrar a su vez vicealcaldes y asignar atribulaciones a directores individuales. Su mandato se prolongará por un periodo de cinco años.